# Maţār Walī ‘Abbās ath Thānawī
Maţār Walī ‘Abbās ath Thānawī (arabiska: مطار ولي عباس الثانوي) är en flygplats i Irak.   Den ligger i distriktet Khanaqin och provinsen Diyala, i den centrala delen av landet, 100 km norr om huvudstaden Bagdad. Maţār Walī ‘Abbās ath Thānawī ligger 62 meter över havet.
Terrängen runt Maţār Walī ‘Abbās ath Thānawī är mycket platt, och sluttar söderut. Runt Maţār Walī ‘Abbās ath Thānawī är det ganska tätbefolkat, med 60 invånare per kvadratkilometer. Trakten runt Maţār Walī ‘Abbās ath Thānawī är ofruktbar med lite eller ingen växtlighet.